# Yellow Boys Weiler-la-Tour
Der FC Yellow Boys Weiler-la-Tour ist ein luxemburgischer Fußballverein aus Weiler zum Turm. 

## Geschichte

### Anfänge
Der Verein wurde am 15. Juli 1931 unter seinem heutigen Namen gegründet und 1938 wegen Spielermangels aufgelöst. Nach dem Zweiten Weltkrieg wurde der Klub am 17. Dezember 1954 unter demselben Namen von 35 Mitgliedern wiedergegründet. Am 5. Juni 1955 erfolgte die Aufnahme in die FLF und somit die Teilnahme am regulären Spielbetrieb.
Das erste Ligaspiel war eine 2:6-Niederlage am 21. August 1955 vor heimischer Kulisse gegen Syra Mensdorf. In kurzer Zeit wurde der Verein zu einem soziokulturellen Faktor in der Gemeinde.

### Aufstiege
1968 stieg Weiler erstmals in die viertklassige 2. Division auf. In den folgenden Jahren pendelte der Klub zwischen der 2. und 3. Division, bis 1999 der Aufstieg in die drittklassige 1. Division gelang. Dort belegte der Klub meistens Ränge in der unteren Tabellenhälfte. 2008 erfolgte der Abstieg in die 2. Division, dem nach drei Jahren 2011 die Rückkehr in die Drittklassigkeit folgte. Durch einen 3:1-Sieg nach Verlängerung im Barragespiel gegen Atert Bissen, den 12. der Ehrenpromotion, gelang 2019 erstmals der Aufstieg in die zweithöchste Spielklasse.

## Pokalwettbewerbe
In der Coupe de Luxemburg erreichten die Yellow Boys 2012/13 als Drittligist das Achtelfinale, in dem sie Atert Bissen mit 2:3 unterlagen. In der Saison 2018/19 gewannen sie die Coupe FLF, dem nationalen Pokalwettbewerb für Vereine der 1., 2. und 3. Division (dritte bis fünfte Spielklasse), als sie im Finale in Mensdorf den CS Grevenmacher mit 3:1 schlugen.

## Erfolge
- Sieger Coupe FLF: 2019

## Stadion
Der Verein trägt seine Heimspiele im Stadion Am Dieltchen aus. Der Kunstrasenplatz verfügt über 1.500 Plätze und hat seit 2018 eine neue Sitzplatztribüne für etwa 150 Besucher.